# Єкпінді (Коргалжинський район)
Єкпінді́ (каз. Екпінді) — село у складі Коргалжинського району Акмолинської області Казахстану. Входить до складу Кенбідаїцького сільського округу.
Населення — 23 особи (2021; 54 у 2009, 118 у 1999, 174 у 1989).
Національний склад станом на 1989 рік:
- казахи — 77 %.

Станом на 1989 рік село називалось Єкпенди, ще раніше — Кумколь.